# 한국콩가공식품협회
한국콩가공식품협회는 국산콩 애용을 통하여 생산자를 보호하고 전통식품장려 보급 목적으로 1993년 12월 20일 설립된 대한민국 농림수산식품부 소관의 사단법인이다. 사무실은 서울특별시 강남구 강남대로152길 55, 3층(태영빌딩)에 있다.

## 주요 사업
- 콩 공동구매 등 구매지원
- 콩 주산지 생산자단체와의 계약재배 및 수매지원
- 콩 가공식품 원료(콩 등)의 공급
- 친환경농산물의 인증사업
- 협회홍보 및 회원사간 기술협력·정보교류 지원